# Hans von Volkmann

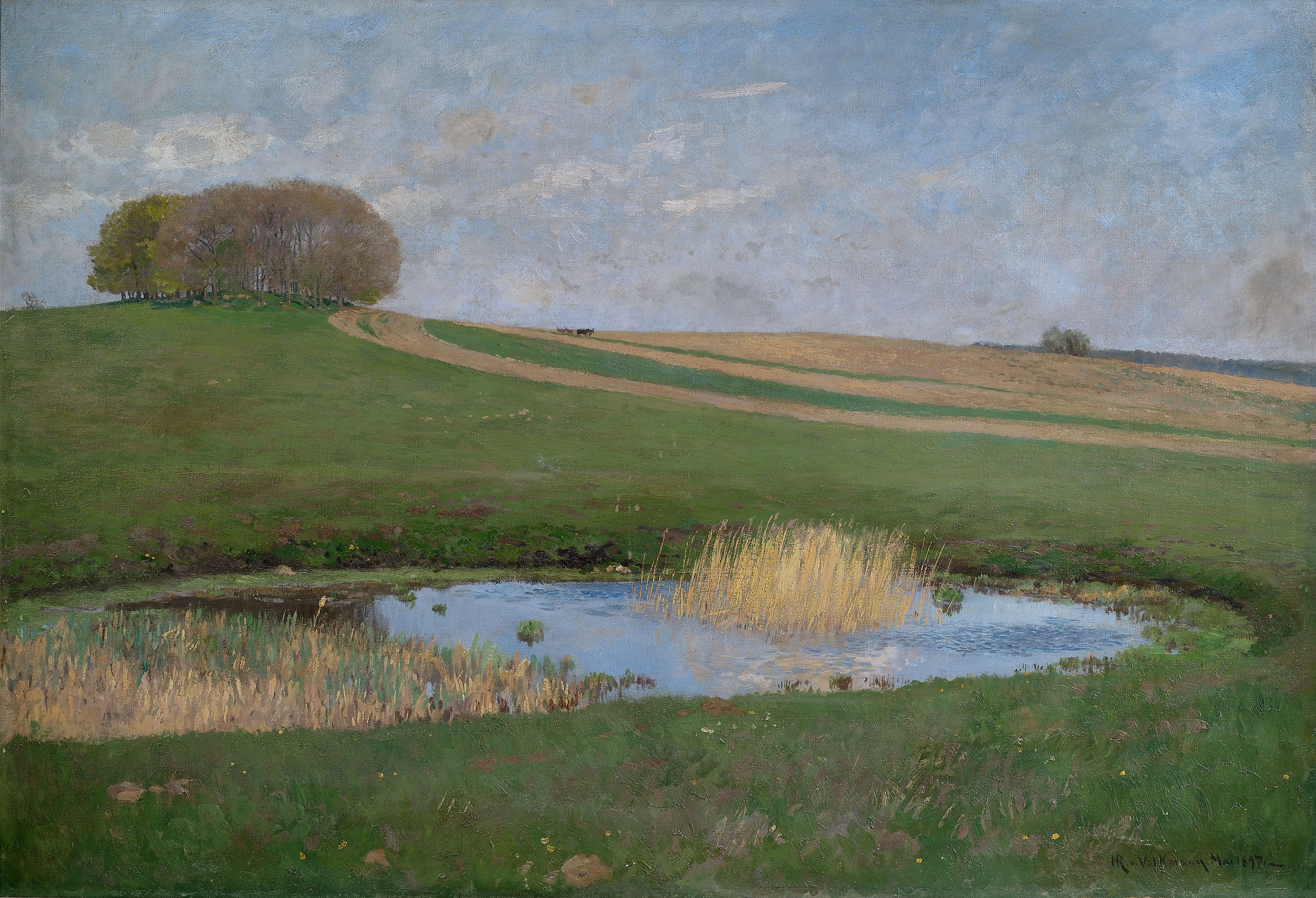
En av Hans von Volkmanns tavlor.

Hans Richard von Volkmann, född den 19 maj 1860 i Halle an der Saale, död där den 29 april 1927, var en tysk målare; son till Richard von Volkmann.
Volkmann studerade vid akademierna i Düsseldorf och Karlsruhe och var från 1880 bosatt i sistnämnda stad, där han var professor. Han var en ansedd landskapsmålare, representerad i museer i bland annat Karlsruhe, Berlin, Breslau och München. Han utförde även litografier i färg.